# 월토그래프
월토그래프(Waltograph)는 디즈니 로고의 글자체를 기반으로 한 프리웨어 글꼴의 명칭이다.

## 설명
월토그래프는 여러 버전이 존재하는데, 그 중 일부는 원래 이 글꼴의 명칭인 "월트 디즈니 스크립트"를 따랐다. 이 글꼴은 월트 디즈니의 실제 필체를 기반으로 만들어진 것이 아니다. 정확하게는 월트 디즈니의 친필 서명을 양식화한 월트 디즈니 컴퍼니의 회사 로고를 기반으로 만든 것이다. 2000년에 처음 출시된 월트 디즈니 스크립트는 지속적으로 업데이트되었고 결국 2004년에 월토그래프(Waltograph)로 이름이 변경되었다.

## 반응
월토그래프 제작은 월트 디즈니 컴퍼니와 연계 및 협업된 것이 아닌 비공식적인 프로젝트였지만 디즈니 컴퍼니에서도 가끔 사용했다.
한 작가는 "미키 마우스가 회고록을 써내릴 때 제목 페이지는 반드시 월토그래프로 설정될 것"이라고 말하기도 했다. 비공식 글꼴인 코믹 산스와 마찬가지로 월토그래프는 많은 팬들로부터 극찬을 받았지만 모든 팬들이 좋아했던 것은 아니다.